# Jaskólak
Jaskólak (Elanoides forficatus) – gatunek dużego ptaka drapieżnego z rodziny jastrzębiowatych (Accipitridae), jedyny przedstawiciel rodzaju Elanoides. Występuje w Ameryce Północnej i Południowej – od południowo-wschodnich wybrzeży Stanów Zjednoczonych i północnego Meksyku po północną Argentynę. Północnoamerykańskie populacje migrują na zimowiska do Ameryki Południowej.

## Systematyka
Takson ten tradycyjnie umieszczany w Elaninae, jest bliżej spokrewniony z Pernis. Wyróżniono dwa podgatunki E. forficatus.

### Etymologia
- Elanoides: gr. ελανος elanos „kania”; -οιδης -oidēs „przypominający, podobny”[13].
- Elasas: gr. ελασας elasas „nieznany ptak” wymieniony przez Arystofanesa[14].
- forficatus: łac. forficatus „w kształcie nożyczek”, od forfex, forficis „nożyczki”, od forus „wycięcie, przejście”; facere „robić”[15].
- yetapa: guar. Guihrá jetapá „tnący ptak”, nazwa dla figlarza flagosternego[16].

## Zasięg występowania
Jaskólak występuje w zależności od podgatunku:
- E. forficatus forficatus – południowo-wschodnie USA, północny i wschodni Meksyk.
- E. forficatus yetapa – południowy Meksyk do północnej Argentyny.

## Opis
Długość ciała 52–66 cm, rozpiętość skrzydeł 119–136 cm, masa ciała podgatunku forficatus 325–510 g, podgatunku yetapa 390–505 g. Od innych ptaków drapieżnych odróżnia go przede wszystkim bardzo głęboko wcięty, długi ogon. Samiec oraz samica mają jednakowo ubarwione ciała. Wierzch ciała oraz skrzydła są prawie czarne, natomiast głowa oraz spód są śnieżnobiałe.

## Środowisko
Występuje na różnorodnych siedliskach, w tym na otwartej przestrzeni, w lasach łęgowych, lasach sosnowych (w północnej części zasięgu), na bagnach, wilgotnych sawannach, a nawet w pofragmentowanych płatach lasów czy nad brzegami jezior.

## Odżywianie
Jaskólak odżywia się owadami, które chwyta w locie, płazami, jaszczurkami, małymi wężami, gryzoniami, jajami i pisklętami; sporadycznie zjada owoce.

## Rozród
Samica składa przeciętnie 2–3 jaja barwy białawej z brązowymi plamami, które następnie są wysiadywane przez oboje rodziców przez ok. 28 dni.

## Status
Międzynarodowa Unia Ochrony Przyrody (IUCN) uznaje jaskólaka za gatunek najmniejszej troski (LC – Least Concern) nieprzerwanie od 1988 roku. Liczebność populacji wykazuje trend wzrostowy.